# Stazione di Bressana Argine
La stazione di Bressana Argine è una fermata ferroviaria posta sulla linea Pavia-Stradella al servizio del comune di Bressana Bottarone.

## Storia
La stazione fu attivata l'11 settembre 1882, all'apertura della linea Bressana Bottarone-Broni. Successivamente fu declassata a fermata.

## Strutture e impianti
La fermata è costituita un fabbricato viaggiatori a due piani, risalente all'epoca dell'apertura della linea, e conta un unico binario, servito da un marciapiede.
In passato erano presenti un binario di raddoppio e uno scalo merci.

## Movimento
La stazione è servita dai treni regionali in servizio sulla tratta Milano-Pavia-Stradella-Piacenza, espletati da Trenord nell'ambito del contratto di servizio stipulato con la Regione Lombardia.